# Gerardo Trejos Salas
Gerardo Alberto Trejos Salas (San José, 19 de agosto de 1946 - 17 de abril de 2012), fue un jurista y político costarricense.

## Biografía
Nació en San José, el 19 de agosto de 1946. Casó en primeras nupcias con Marina Volio Brenes y en segundas con Gloria Mazariegos Palacino con quien tuvo dos hijos, Sofía y Antonio Trejos Mazariegos. Se graduó de licenciado en Derecho en la Universidad de Costa Rica. Doctor en Derecho de la Universidad Complutense de Madrid y la Facultad de Derecho de la Universidad de Estrasburgo, Francia. Fue director de la Escuela de Relaciones Internacionales de la UNA, Decano de la Escuela Libre de Derecho de la Universidad Autónoma de Centro América.
Fue Viceministro de Relaciones Exteriores y Culto de Costa Rica de 1985 a 1986 y Diputado por San José del partido Fuerza Democrática de 1994 a 1998. Más tarde trabajó para la OEA.
Es uno de los más destacados juristas costarricenses en materia de Derecho Civil y de Familia.[cita requerida] Entre sus obras, además de numerosos ensayos y artículos, cabe mencionar Introducción al Derecho de Familia costarricense, El divorcio y la separación judicial por mutuo consentimiento, La oposición, Derecho de Familia costarricense y Falso, absolutamente falso.
Fue el fundador de Juricentro, la primera editorial y librería costarricense especializada en temas jurídicos, fundador del Partido del Progreso en 1990 y cofundador de Fuerza Democrática en 1992.

## Fallecimiento
Falleció en San José, el 17 de abril de 2012 a los 65 años de edad.